# Treurduif
De treurduif (Zenaida macroura) is een vogelsoort uit de familie van de duiven.

## Kenmerken
Het verenkleed is over het algemeen lichtgrijs-bruin en lichter en lager roze. De vleugels hebben zwarte vlekken en de buitenste staartveren zijn wit. Onder het oog bevindt zich een onderscheidend halvemaanvormige gebied van donkere veren. De ogen zijn donker, met een lichte, omringende huid. Het volwassen mannetje heeft felpaars-roze vlekken op de halskanten, met een lichtroze kleur in het borstbereik. De kroon van het volwassen mannetje is een uitgesproken blauwgrijze kleur. Wijfjes zijn gelijkaardig in verschijning, maar met over het algemeen meer bruinverkleuring. De iriserende veren en vlekken op de hals boven de schouders zijn bijna afwezig. Juveniele vogels hebben een geschubd uiterlijk en zijn over het algemeen donkerder. Qua lengte wordt een treurduif ongeveer 23 tot 34 cm lang.

## Leefwijze
De vogels foerageren op de grond, voornamelijk op zoek naar kleine zaden evenals graan en scheuten.

## Voortplanting
Het legsel bestaat meestal uit twee witte eieren. Soms legt een vrouwtje haar eieren in het nest van een ander paar, wat leidt tot drie of vier eieren in het nest. Deze vogels zijn toegewijde ouders. Nesten worden zeer zelden onbeheerd achtergelaten. De meeste nesten zijn in bomen gemaakt, zowel in loof- als naaldbomen. Soms zijn ze te vinden in struiken, wijnstokken of op gebouwen. Als er geen geschikt verhoogd object is, bouwen ze een nest op de grond.
Het mannetje leidt het vrouwtje naar potentiële nestplaatsen, waarna het vrouwtje haar keuze zal maken en het nest zal maken. Het mannetje verzamelt de materialen en breng deze naar zijn partner.
Het nest bestaat uit twijgen, naalden van coniferen of grassprieten en is van ondeugdelijke kwaliteit. Treurduiven eigenen zich soms de ongebruikte nesten van andere treurduiven, andere vogels of in bomen levende zoogdieren toe, zoals eekhoorns.

## Verspreiding
Deze soort komt voor in droog struikgewas, open bosgebied, bouwland, tuinen en steden op de Bahama's, Belize, Canada, Kaaimaneilanden, Colombia, Costa Rica, Cuba, Dominicaanse Republiek, El Salvador, Guatemala, Haïti, Honduras, Jamaica, Mexico, Nicaragua, Panama, Puerto Rico, Saint-Pierre en Miquelon, Turks- en Caicoseilanden en de Verenigde Staten.
De soort telt vijf ondersoorten:
- Z. m. marginella: van westelijk Brits-Columbia tot het zuidelijke deel van Centraal-Mexico.
- Z. m. carolinensis: oostelijke Verenigde Staten, Bermuda en de Bahama's.
- Z. m. macroura: Cuba, Hispaniola, Puerto Rico en Jamaica.
- Z. m. clarionensis: Clarión.
- Z. m. turturilla: Costa Rica en westelijk Panama.